# Antonia van Württemberg

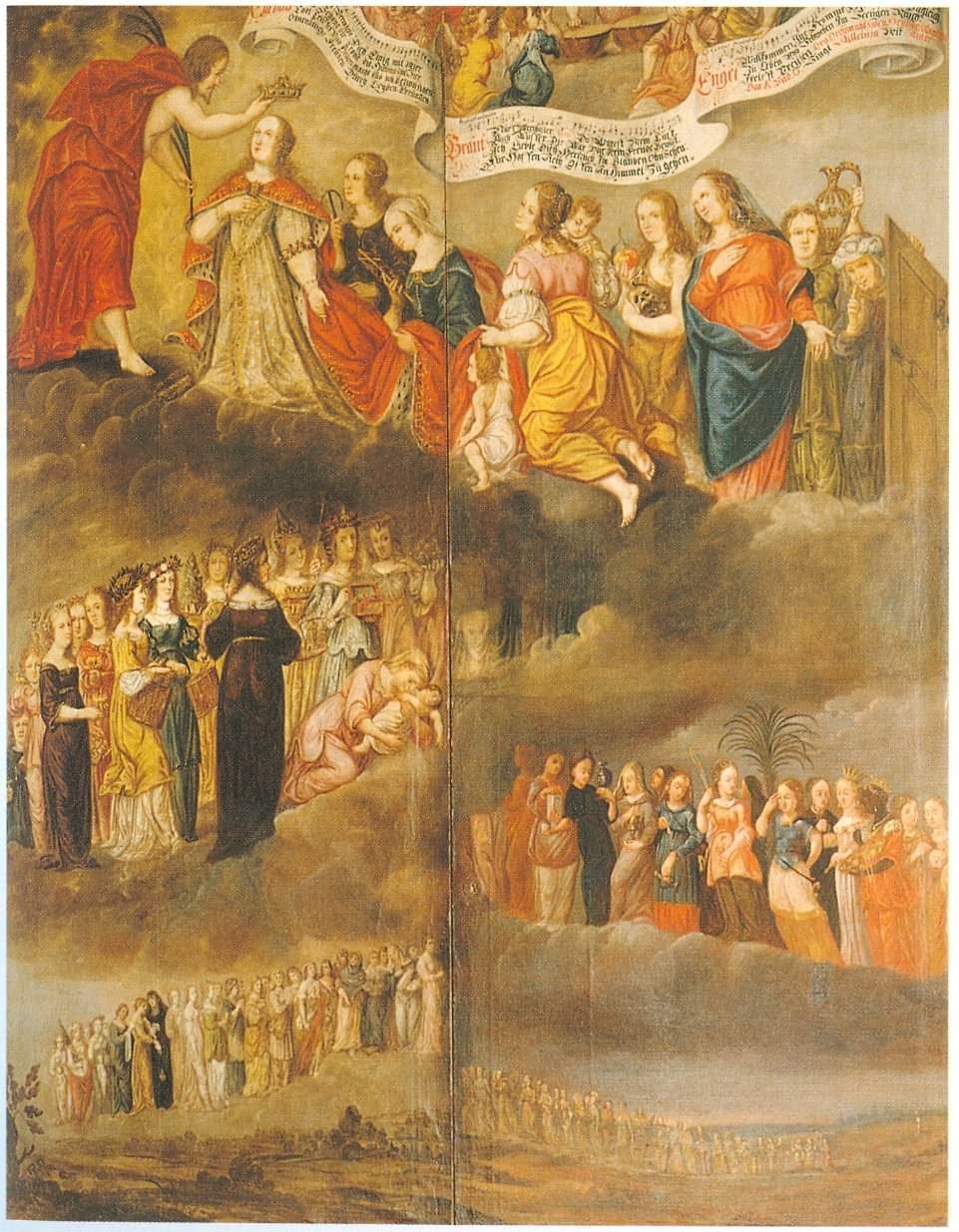
Op de Kabbalistische Leertafel is Antonia van Württemberg afgebeeld als Sulamith die gekroond wordt door Christus (links boven).

Antonia van Württemberg (Stuttgart, 24 maart 1613 - Bad Teinach, 1 oktober 1679) was een Duitse adellijke vrouw uit het huis Württemberg. Zij stond bekend als een deskundige op het gebied van de Hebreeuwse taal, de rabbijnse literatuur en de kabbala (joodse mystiek). Zij gaf de schilder Johann Friedrich Gruber opdracht voor het maken van een triptiek met allegorische en symbolische afbeeldingen uit de kabbala en de christelijke heilsleer. Ze was zelf nauw betrokken bij het ontwerp van dit bijzondere kunstwerk dat bekend staat als de Kabbalistische Leertafel.

## Familie en jeugd
Antonia van Württemberg was de dochter van hertog Johan Frederik van Württemberg en Barbara Sophia van Brandenburg. Zij was een zuster van hertog Everhard III.

In de 17e eeuw groeide in Duitsland als gevolg van de Reformatie de belangstelling voor de Hebreeuwse taal. Kennis van Hebreeuws maakte het mogelijk om het Oude Testament in de oorspronkelijke versie te lezen. Studie van het Hebreeuws werd in sommige adellijke families onderdeel van het onderwijs van de kinderen. Antonia van Württemberg en haar zusters kregen les van de lutherse theoloog Johann Valentin Andreae, de auteur van een van de basisteksten van de Rozenkruizers.

## Studie en godsdienst
Antonia van Württemberg was zelf een devoot christen maar stond al tijdens haar leven bekend als deskundige op het gebied van de Hebreeuwse taal, de rabbijnse literatuur en de kabbala. Zij studeerde Hebreeuws samen met de lutherse theoloog Philipp Jakob Spener met wie ze bevriend was. De theoloog Johann Jakob Ströhlin leerde haar de principes van de kabbala.
Ze beoefende ook gematria, een kabbalistisch numerologisch systeem dat letters omzet in getallen en verbanden zoekt tussen (Hebreeuwse) woorden met dezelfde numerieke waarde. In de Koninklijke Bibliotheek in Stuttgart bevindt zich een manuscript met kabbalistische diagrammen dat mogelijk door Antonia van Württemberg is geschreven.
Antonia's docenten Spener, Ströhlin en Andreae worden gezien als de grondleggers van het piëtisme, een beweging binnen de lutherse kerk die voor een praktisch en vroom christendom pleitte. Zij sympathiseerde met deze beweging.

## Kabbalistische Leertafel

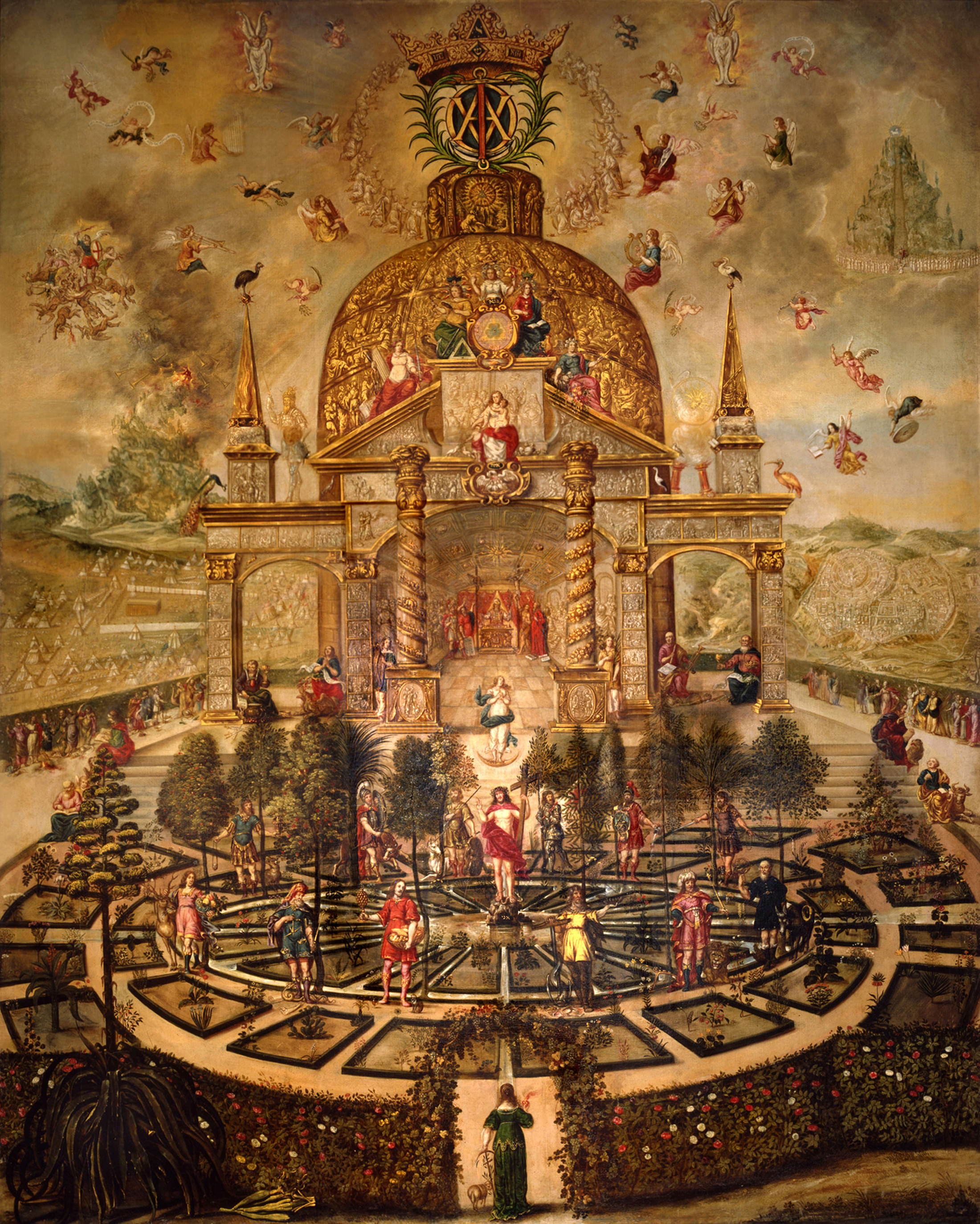
Kabbalistische Leertafel

In opdracht van Antonia van Württemberg maakte de schilder Johann Friedrich Gruber tussen 1659 en 1663 een triptiek. De achterkant van het drieluik (de kant die zichtbaar is als de luiken gesloten zijn) toont een stoet vrouwen die het paradijs binnengaan. Antonia is zelf afgebeeld als Sulamith, de bruid uit het Bijbelse Hooglied, die aan het hoofd van de stoet gaat. Haar zusters zijn afgebeeld als de allegorische figuren Hoop en Geloof. Als het drieluik geopend is wordt een schilderij zichtbaar van één vrouw die het paradijs binnengaat. Het triptiek heeft een formaat van 6,50 bij 5,10 meter.
Antonia van Württemberg was zelf betrokken bij het ontwerp van dit schilderij dat de Kabbalistische Leertafel wordt genoemd. Ze werkte hierbij samen met een aantal theologen, waaronder Andreae, Spener en Ströhlin. Het drieluik bevat Bijbelse taferelen, allegorische afbeeldingen en beeldelementen uit de joodse mystiek. Bijzonder aan de kabbalistische leertafel is dat veel allegorische en mystieke elementen als vrouwen zijn afgebeeld. Dit was zeker in de joodse mystiek niet gebruikelijk. Het is onduidelijk of het hier gaat om een persoonlijke interpretatie van Antonia van Württemberg of dat er in die tijd een bredere stroming was die in de mystiek een grotere rol toekende aan vrouwen.
De leertafel is een doordachte poging om door complexe symboliek de christelijke heilsleer te verbinden met de kabbala. Hierin is het uniek. Doel van de leertafel was om mensen - in de geest van het piëtisme - op te roepen tot een christelijk leven. Het schilderij hing eerst in de slaapkamer van Antonia van Württemberg. In 1673 schonk zij het aan de Drie-eenheidskerk in Bad Teinach, waar het nog steeds hangt.